# 김윤희 (양궁 선수)
김윤희(1994년 3월 23일 ~)는 컴파운드를 주종목으로 하고 있는 대한민국의 양궁 선수이다.
2014년 인천 아시안 게임에서 최보민, 석지현과 함께 단체전 금메달을 획득하였다.

## 학력
- 부일중학교
- 부개고등학교
- 상지영서대학교